# Jüdischer Friedhof (Oerlinghausen)

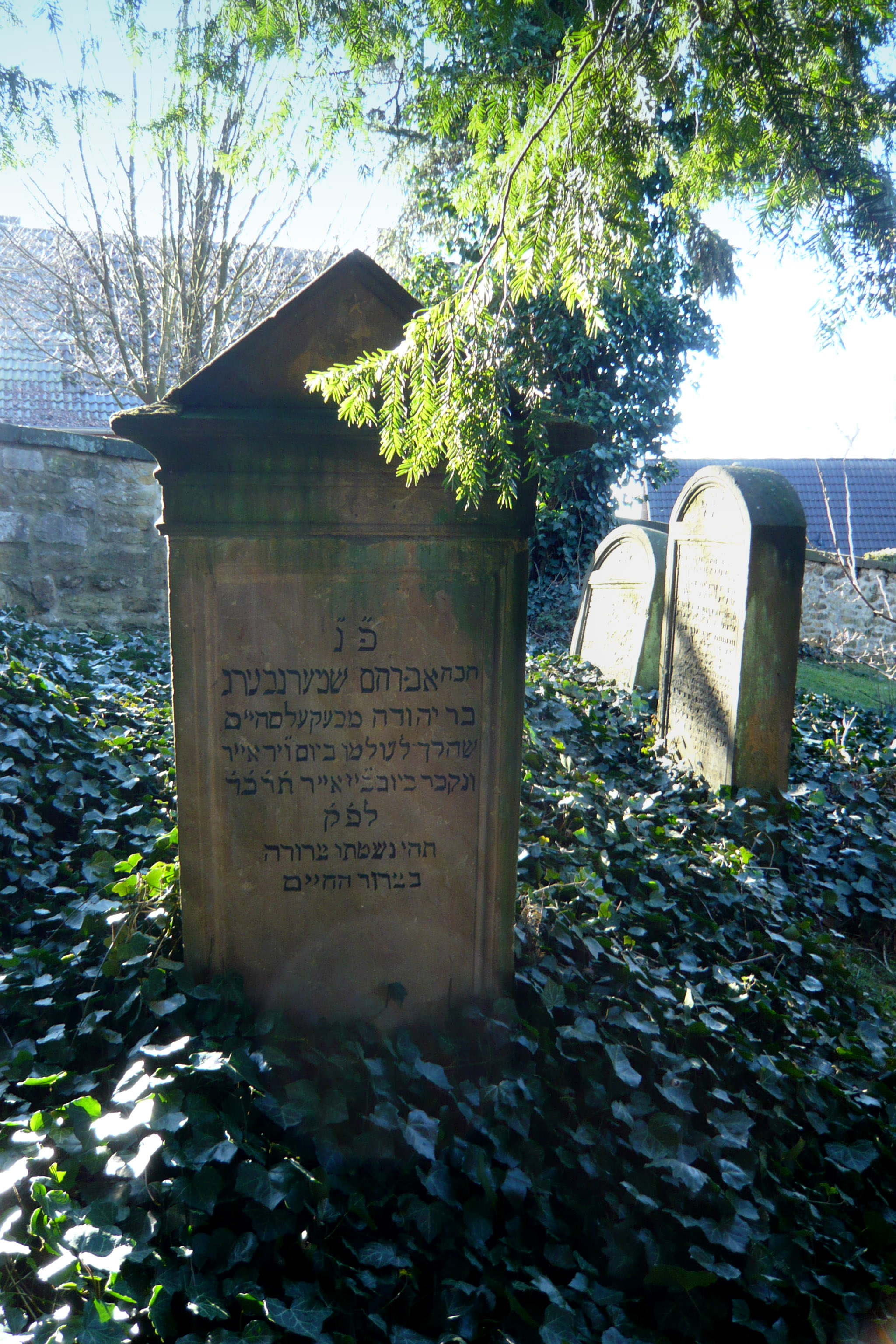
Jüdischer Friedhof in Oerlinghausen

Der Jüdische Friedhof Oerlinghausen liegt in Oerlinghausen, einer lippischen Stadt im Nordosten Nordrhein-Westfalens. Der Friedhof befindet sich am Westhang des Tönsbergs am Kammweg und ist mit der Nummer 33 als Baudenkmal in die städtische Denkmalliste eingetragen.
Der jüdische Friedhof in Oerlinghausen ist 673 m² groß. Er wurde vor 1761 erstmals erwähnt, genutzt wurde er vermutlich schon früher. Heute sind noch 61 Grabsteine (Mazewot) vorhanden. Der älteste erhaltene Grabstein ist der der am 29. Oktober 1761 verstorbenen Channa Mei'ir. Die letzte Bestattung fand 1942 statt.
Auf dem Friedhof befindet sich ein Ehrenmal für die Gefallenen des Ersten Weltkriegs, bei dessen Einweihung 1920 Moritz Rülf die Predigt gehalten hat. Bei seinem Besuch des Friedhofs 1935/36 notierte Rülf, dass die alten Steine recht verwittert seien, der Friedhof aber sonst gut in Ordnung gehalten werde.